# Салтанешти (Олт)
Салтанешти (рум. Săltănești) насеље је у Румунији у округу Олт у општини Присеака. Oпштина се налази на надморској висини од 218 m.

## Становништво
Према подацима из 2002. године у насељу је живело 394 становника, од којих су сви румунске националности.